# Film sloveni proposti per l'Oscar al miglior film straniero
A partire dal 1994 la Slovenia ha cominciato a presentare film all'Academy of Motion Picture Arts and Sciences che la rappresentassero all'Oscar come miglior film di lingua straniera. 
Ad oggi nessuno di questi film è rientrato nella cinquina finalista della categoria.
Il film Circus Fantasticus, selezionato per l'edizione del 2012, fu estromesso per un ritardo nella presentazione; avrebbe fatto di Janez Burger il regista più volte selezionato per il premio con tre film (era già stato selezionato nel 2006 e lo sarà ancora nel 2019).
Gli altri registi selezionati due volte sono Andrej Košak, Jan Cvitkovič e Sonja Prosenc.
| Anno | Film                                                | Regia                      | Risultato     |
| ---- | --------------------------------------------------- | -------------------------- | ------------- |
| 1994 | Ko zaprem oči                                       | Franci Slak                | Non candidato |
| 1995 | Morana                                              | Aleš Verbič                | Non candidato |
| 1997 | Felix                                               | Božo Šprajc                | Non candidato |
| 1998 | Avtsajder                                           | Andrej Košak               | Non candidato |
| 2002 | Kruh in mleko                                       | Jan Cvitkovič              | Non candidato |
| 2003 | Zvenenje v glavi                                    | Andrej Košak               | Non candidato |
| 2004 | Rezervni deli                                       | Damjan Kozole              | Non candidato |
| 2005 | Pod njenim oknom                                    | Metod Pevec                | Non candidato |
| 2006 | Ruševine                                            | Janez Burger               | Non candidato |
| 2007 | Odgrobadogroba - Di tomba in tomba (Odgrobadogroba) | Jan Cvitkovič              | Non candidato |
| 2008 | Kratki stiki                                        | Janez Lapajne              | Non candidato |
| 2009 | Petelinji zajtrk                                    | Marko Naberšnik            | Non candidato |
| 2010 | Pokrajina Št. 2                                     | Vinko Möderndorfer         | Non candidato |
| 2011 | 9:06                                                | Igor Šterk                 | Non candidato |
| 2012 | Circus Fantasticus                                  | Janez Burger               | Squalificato  |
| 2013 | Izlet                                               | Nejc Gazvoda               | Non candidato |
| 2014 | Class Enemy (Razredni sovražnik)                    | Rok Biček                  | Non candidato |
| 2015 | Zapelji me                                          | Marko Šantić               | Non candidato |
| 2016 | Drevo                                               | Sonja Prosenc              | Non candidato |
| 2017 | Houston, imamo problem!                             | Žiga Virc                  | Non candidato |
| 2018 | Rudar                                               | Hanna Antonina Wojcik Slak | Non candidato |
| 2019 | Ivan                                                | Janez Burger               | Non candidato |
| 2020 | Zgodovina ljubezni                                  | Sonja Prosenc              | Non candidato |
| 2021 | Zgodbe iz kostanjevih gozdov                        | Gregor Božič               | TBD           |

| Non candidato | Il film è stato proposto dalla Slovenia, ma non è stato candidato dall'Academy of Motion Picture Arts and Sciences. |
| Short-list    | Il film è entrato nella "short-list" stilata a gennaio dei nove candidati per l'Oscar al miglior film straniero.    |
| Candidato     | Il film è entrato a far parte dei cinque candidati per l'Oscar al miglior film straniero.                           |
| Vincitore     | Il film ha vinto l'Oscar al miglior film straniero.                                                                 |